# (5156) Golant
(5156) Golant est un astéroïde de la ceinture principale.

## Description
(5156) Golant est un astéroïde de la ceinture principale. Il fut découvert le 18 mai 1972 à Naoutchnyï par Tamara Smirnova. Il présente une orbite caractérisée par un demi-grand axe de 2,40 UA, une excentricité de 0,19 et une inclinaison de 5,6° par rapport à l'écliptique.

## Compléments